# Żyłka wędkarska

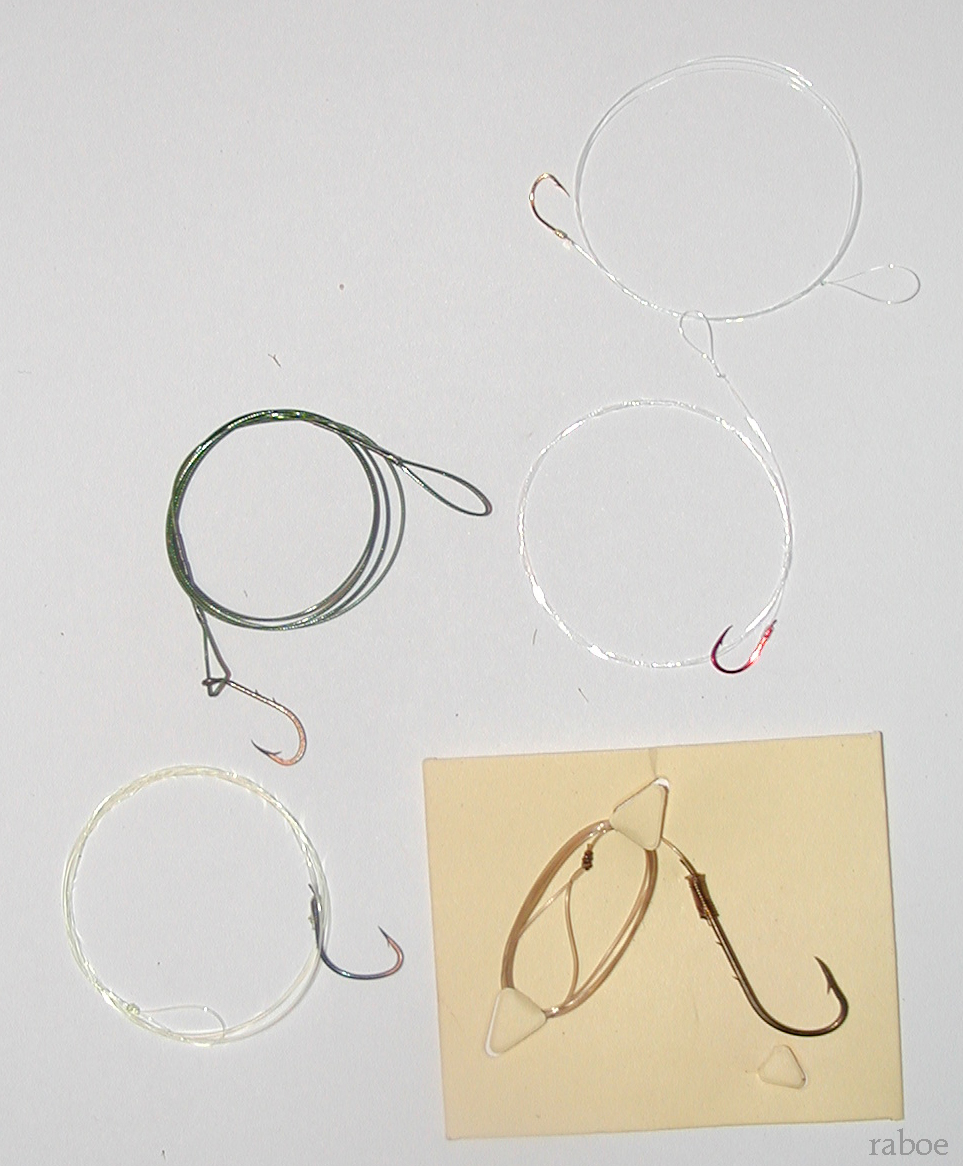
Żyłki wędkarskie z haczykami – przypony

Żyłka wędkarska – cienka linka przeznaczona do połowu ryb. Dawniej wykonywana z włosia końskiego. Obecnie wytwarzana jest z tworzyw sztucznych, co czyni żyłkę prawie niewidoczną w wodzie i odporną na ścieranie.
Istnieją różne rodzaje żyłek: od miękkich do twardych, nieskręcających się, o różnej rozciągliwości, stosowane do różnych metod połowu.
Do połowu ryb stosuje się także linki muchowe pływające lub zatapialne.